# Лагуна-Конокоча
Лагуна-Конокоча (ісп. Laguna Conococha, кеч. Kunuqucha від кеч. coñi cocha — «гарячі води») — озеро в Андах, розташоване на північному заході Перу в регіоні Анкаш на висоті 4 050 м над рівнем моря, біля дороги від Кахайон-де-Уайлас до Чікіану.
Озеро вважається витоком річки Ріо-Санта, що тече звідси на 200 км у північному напрямку між хребтами Кордильєра-Неґра і Кордильєра-Бланка. В озеро впадають струмки, що стікають з Кордильєра-Неґра на заході та Кордильєра-Бланка на сході. Головною притокою є Ріо-Туко, що витікає з озера Лагуна-Туко на висоті близько 5000 м над рівнем моря біля закінчення одного з льодовиків та схилах гори Невадо-де-Туко.
На західному боці озера розташоване містечко Конокоча, де пересікаються дороги, що з'єднують його з містами Ліма, Патівілка, Уарас і Чікіан.
Незважаючи на велику висоту, озеро багате рибою, у тому числі лососем і фореллю. В 1996 році тут був знайдений новий рід жаб, Telmatobius, що помітно відрізняється від інших перуанських видів.
Останнім часом гірнича компанія Antamina була звинувачена у пониженні рівня озера для полегшення видобутку меді і цинку, впливаючи на живу природу озера, та у забруденні озера токсичними мінеральними речовинами.
10°07′40″ пд. ш. 77°17′02″ зх. д. / 10.12778° пд. ш. 77.28389° зх. д.